# Pargny-sur-Saulx
Pargny-sur-Saulx ist eine französische Gemeinde mit 1700 Einwohnern (Stand 1. Januar 2022) im Département Marne in der Region Grand Est. Sie gehört zum Arrondissement Vitry-le-François und zum Kanton Sermaize-les-Bains. Der Ort ist vor allem durch seine Ziegeleien bekannt, was auch im heute verwendeten Logo des Ortes zum Ausdruck kommt.

## Geografie
Die Gemeinde Pargny-sur-Saulx liegt an der Saulx, einem Nebenfluss der Marne, etwa 180 Kilometer östlich von Paris und 100 Kilometer südöstlich von Reims. Umgeben wird Pargny-sur-Saulx von den Nachbargemeinden Heiltz-le-Maurupt im Norden, Sermaize-les-Bains im Nordosten, Cheminon im Südosten, Maurupt-le-Montois im Süden sowie Étrepy im Westen.

## Bevölkerungsentwicklung
| Jahr      | 1962 | 1968 | 1975 | 1982 | 1990 | 1999 | 2010 | 2018 |
| Einwohner | 2335 | 2731 | 3038 | 2786 | 2333 | 2174 | 1969 | 1810 |

## Partnerschaft
Eine Partnerschaft besteht mit der südhessischen Kleinstadt Neckarsteinach in Deutschland.

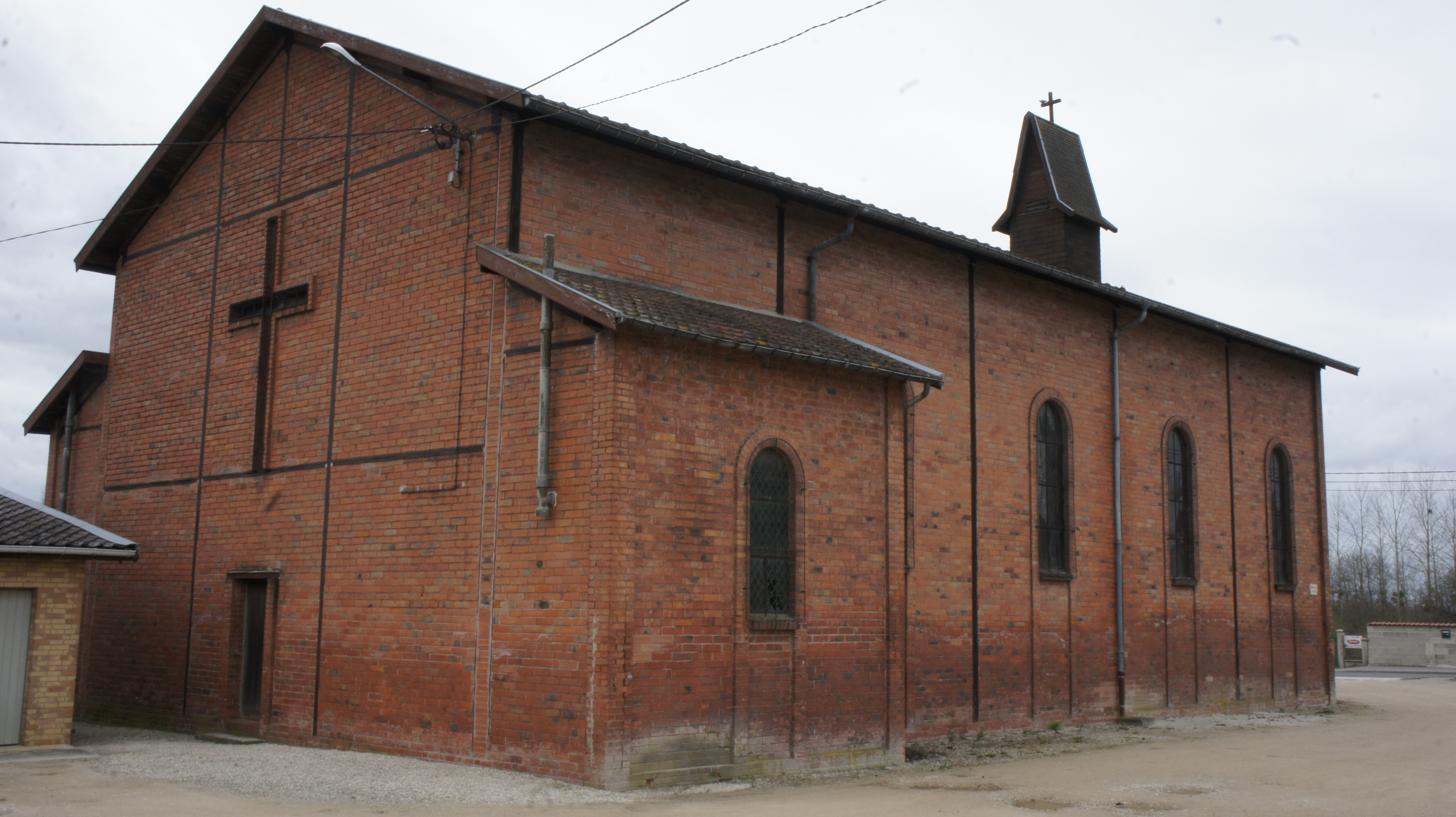
Kapelle Sainte-Thérèse
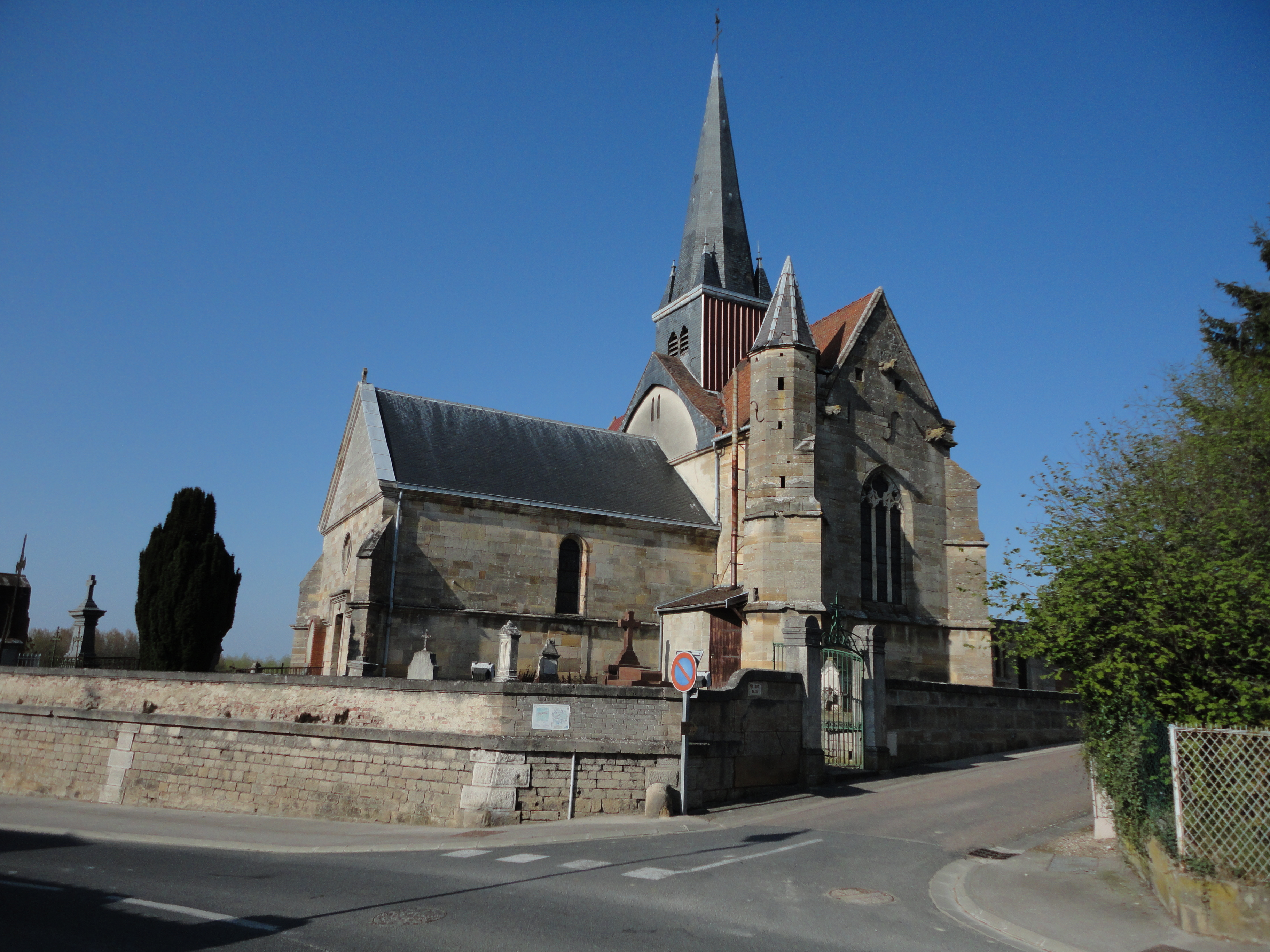
Kirche Assomption-de-la-Vierge-et-Sainte-Thérèse